# Irena Bączkowska
Irena Bączkowska, gebürtig Zabłocka (* 12. Mai 1902 in Kiew; † 21. Januar 2006 in London), war eine polnische Agrarwissenschaftlerin und Schriftstellerin.

## Leben
Bączkowska besuchte das polnische Gymnasium in Kiew und legte dort 1919 das Abitur ab. Anschließend studierte sie an der Akademie für Landwirtschaft in Bydgoszcz, wo sie 1923 den Magister erwarb. Nach ihrem Studium absolvierte sie Praktika in Frankreich und Großbritannien. An der Schule für Geflügelzucht in Julin unterrichtete sie von 1926 bis 1929 und anschließend im Zentralkomitee für Geflügelzucht sowie in Landwirtschaftskammern in Kielce, Warschau und Białystok. Daneben publizierte sie in Fachzeitschriften und wurde 1930 nach London sowie 1933 nach Rom auf internationale Fachkongresse entsandt. 1934 heiratete sie den Offizier Jan Bączkowski.
Nach dem Beginn des Zweiten Weltkrieges emigrierte sie zunächst nach Frankreich, wo sie ihr Studium vertiefte, und anschließend nach Schottland. In Findo Gask lehrte sie von 1946 bis 1948 an einer von der Polnischen Armee geführten Landwirtschaftsschule. Danach arbeitete sie am Institut für Tiergenetik in Edinburgh. Ab 1948 leitete sie einen kleinen Landwirtschaftsbetrieb in Norfolk. Gleichzeitig unterrichtete sie an englischen Schulen. Mit der Erzählung Jeziora debütierte sie 1953 in der Londoner Zeitschrift Wiadomości, mit der sie bis 1981 zusammenarbeitete. An der Polnischen Universität im Ausland (polnisch Polski Uniwersytet na Obczyźnie) in London studierte sie von 1959 bis 1966 Ethnographie.

## Werke
- Podróż do Braiłowa, 1959
- Wróble noce. Powieść, 1963
- Krajobrazy i ludzie. Opowiadania norfoldzkie, 1995